# Steinreihe von Lissanover

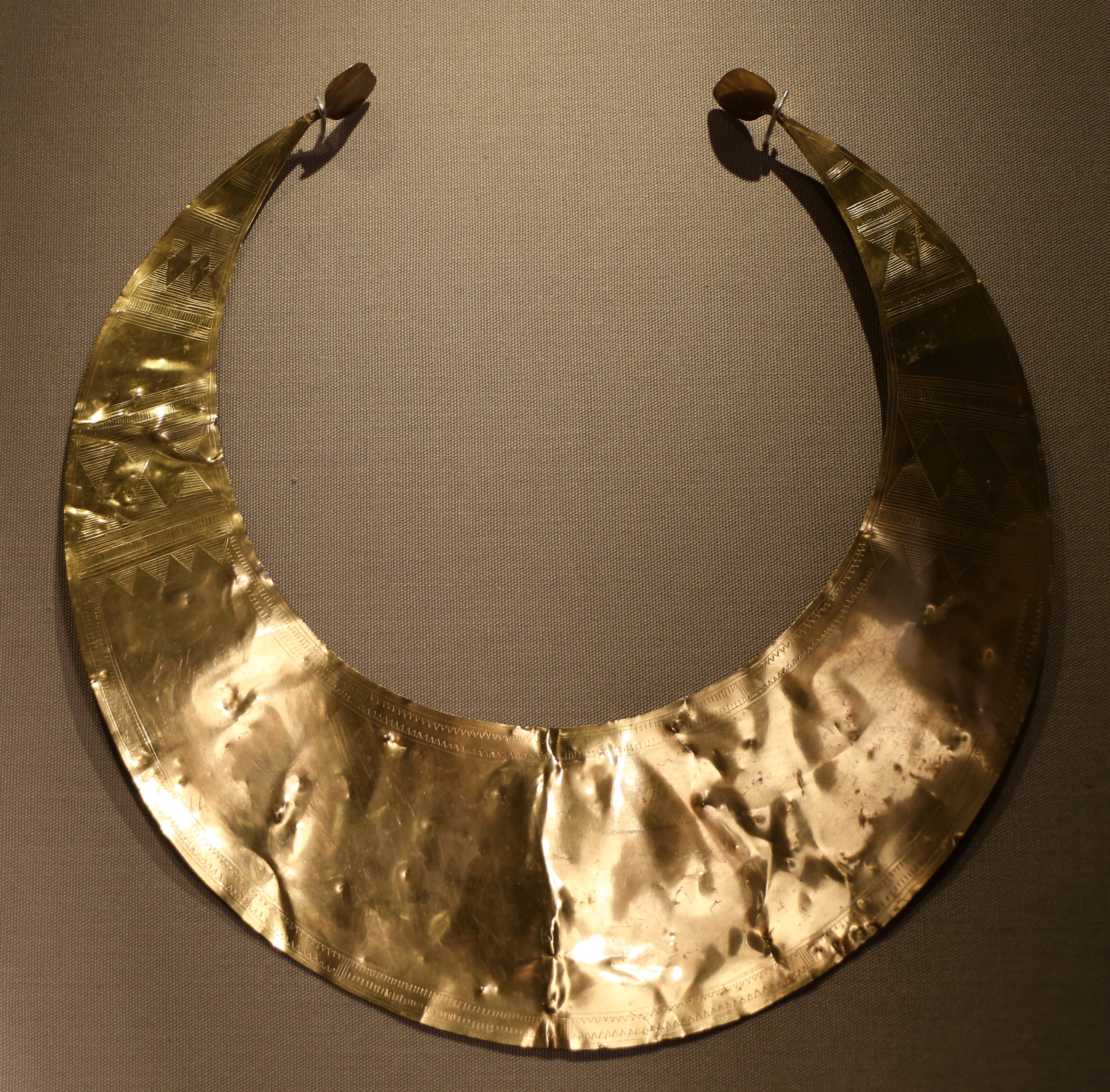
Lunala von Lissanover

Die aus drei Steinen bestehende, Nordwest-Südost orientierte Steinreihe von Lissanover (auch Lisanover oder Lisnova, irisch Lios an Uabhair, dt. „Ringfort des Hochmuts“) liegt am Südosthang eines Drumlin, nordwestlich der Straßenkreuzung bei Killycluggin, südwestlich von Ballyconnel im County Cavan in Irland.

## Beschreibung
Die Steine der Steinreihe haben folgende Abmessungen:
- Der südöstliche Stein ist 2,1 m hoch, 1,2 m breit und 0,64 m dick.
- Der nordwestliche Stein ist 1,55 m hoch, 0,95 m breit und 0,7 m dick.
- Der dritte, gefallene Stein ist 1,95 m lang, 1,55 m breit und 0,43 m dick und lehnt gegen den Nordwest-Stein. Seine Verfärbung deutet darauf hin, dass er früher mindestens zur Hälfte seiner Höhe in der Erde stand.

Lissanover ist auch bekannt für den im Jahre 1909 gefundenen Lunala. Der Goldkragen wurde in einem alten Steinbruch am Rande des Cor Bog gefunden.
In der Nähe steht der Menhir von Lissanover und der Killicluggin-Stein.